# 市田町 (豊川市)
市田町（いちだちょう）は、愛知県豊川市の地名。

## 地理
- 豊川市中心部に位置し、財賀町、千両町、平尾町、大崎町、白鳥町、八幡町、諏訪西町、穂ノ原、蔵子と接する。

### 河川・池沼
- 白川

### 字一覧
- 青木（あおき）
- 新屋前（あらやまえ）
- 池田（いけだ）
- 宇谷田（うやだ）
- 大道下（おおみちした）
- 小笹原（おざさはら）
- 片瀬（かたせ）
- 上新屋（かみあらや）
- 上之島（かみのしま）
- 河尻（かわじり）
- 北之坪（きたのつぼ）
- 北谷源次（きたやげんじ）
- 北山（きたやま）
- 儀郎（ぎろう）
- 崩（くずれ）
- 供養塚（くようづか）
- 高野（こうの）
- 御所ヶ谷津（ごしょかげつ）
- 五反田（ごたんだ）
- 財木（ざいもく）
- 財木屋（ざいもくや）
- 四反田（したんた）
- 七反田（しちたんだ）
- 下新屋（しもあらや）
- 下中野（しもなかの）
- 新道下（しんみちした）
- 砂田（すなた）
- 田尻（たじり）
- 友久（ともきゅう）
- 中新屋（なかあらや）
- 中田（なかた）
- 中堤上（なかつつみうえ）
- 中之島（なかのしま）
- 中社（なかぶろ）
- 西赤早稲（にしあかわせ）
- 西浦（にしうら）
- 蓮池（はすいけ）
- 早馬田（はやまでん）
- 原山（はらやま）
- 東赤早稲（ひがしあかわせ）
- 東新屋（ひかしあらや）
- 東堤上（ひがしつつみうえ）
- 東堤下（ひがしつつみした）
- 東中野（ひがしなかの）
- 鳳鳥（ほうどり）
- 本野原（ほんのはら）
- 南野（みなみの）
- 宮田（みやた）
- 宮堤下（みやづつみした）
- 宮社（みやぶろ）
- 向野（むかえの）
- 薬師（やくし）
- 谷源次（やげんじ）
- 山鳥（やまどり）
- 横根山（よこねやま）
- 早稲田（わせだ）
- 割池（わりいけ）

### 交通
- 東名高速道路赤塚パーキングエリア（上り）
- 愛知県道5号国府馬場線
- 愛知県道21号豊川新城線
- 愛知県道31号東三河環状線
- 名鉄豊川線

### 施設
- 豊川市田郵便局
- 正願寺
- 松永寺
- 伊知多神社
- 赤塚山公園(地区公園)

- 豊川市田郵便局
- 正願寺
- 松永寺
- 伊知多神社
- 赤塚山公園

## 歴史

### 沿革
- 1889年（明治22年） - 宝飯郡市田村が合併により、同郡穂原村大字市田となる[1]。
- 1906年（明治39年） - 八幡村大字市田となる[1]。
- 1943年（昭和18年） - 豊川市大字市田となる[1]。
- 1944年（昭和19年） - 豊川市市田町となる[1]。
- 1973年（昭和48年） - 一部が諏訪・諏訪西町・穂ノ原となる[1]。

### 人口の変遷
国勢調査による人口および世帯数の推移。
| 1995年（平成7年）  | 1210世帯 3906人 |  |
| 2000年（平成12年） | 1336世帯 4161人 |  |
| 2005年（平成17年） | 1478世帯 4344人 |  |
| 2010年（平成22年） | 1606世帯 4390人 |  |
| 2015年（平成27年） | 1677世帯 4366人 |  |
| 2020年（令和2年）  | 1795世帯 4515人 |  |

### WEB
1. ↑  “愛知県豊川市の町丁・字一覧”.   人口統計ラボ. 2024年5月1日閲覧。
2. 1 2  総務省統計局 (2022年2月10日). “令和2年国勢調査の調査結果(e-Stat) - 男女別人口，外国人人口及び世帯数－町丁・字等” (CSV). 2023年8月2日閲覧。
3. ↑  “読み仮名データの促音・拗音を小書きで表記するもの(zip形式) 愛知県” (zip).   日本郵便 (2024年2月29日). 2024年3月26日閲覧。
4. ↑  “市外局番の一覧” (PDF).   総務省 (2022年3月1日). 2022年3月22日閲覧。
5. ↑  “ナンバープレートについて”.   一般社団法人愛知県自動車会議所. 2024年1月21日閲覧。
6. ↑  総務省統計局 (2014年3月28日). “平成7年国勢調査の調査結果(e-Stat) - 男女別人口及び世帯数 －町丁・字等” (CSV). 2021年7月20日閲覧。
7. ↑  総務省統計局 (2014年5月30日). “平成12年国勢調査の調査結果(e-Stat) - 男女別人口及び世帯数 －町丁・字等” (CSV). 2021年7月20日閲覧。
8. ↑  総務省統計局 (2014年6月27日). “平成17年国勢調査の調査結果(e-Stat) - 男女別人口及び世帯数 －町丁・字等” (CSV). 2021年7月21日閲覧。
9. ↑  総務省統計局 (2012年1月20日). “平成22年国勢調査の調査結果(e-Stat) - 男女別人口及び世帯数 －町丁・字等” (CSV). 2021年7月21日閲覧。
10. ↑  総務省統計局 (2017年1月27日). “平成27年国勢調査の調査結果(e-Stat) - 男女別人口及び世帯数 －町丁・字等” (CSV). 2021年7月21日閲覧。

### 書籍
1. 1 2 3 4 5  「角川日本地名大辞典」編纂委員会 1989, p. 156.